# Elecciones legislativas de Kazajistán de 2023
Las elecciones legislativas de Kazajistán de 2023 se celebraron el 19 de marzo de 2023 para elegir a los miembros del Mazhilis. Esta será la novena elección legislativa desde la independencia de Kazajistán en 1991 y la primera elección anticipada legislativa desde 2016. Se llevará a cabo junto con las elecciones locales.
El presidente Kasim-Yomart Tokáev, en el discurso sobre el estado de la nación de septiembre de 2022, anunció elecciones legislativas anticipadas que se llevarían a cabo en la primera mitad de 2023 tras los disturbios de enero de 2022. Durante ese tiempo, se aprobaron una serie de leyes y enmiendas tras el referéndum constitucional de 2022, cuyo objetivo era reformar el sistema político de Kazajistán al otorgar más poderes al Mazhilis, así como modificar el sistema electoral para que los escaños se asignaran a través de un sistema mixto (parcialmente proporcional y parcialmente distrital) por primera vez desde 2004.

## Partidos participantes
El 21 de enero de 2023, la Comisión Electoral Central anunció la admisión de siete partidos políticos para participar en las elecciones legislativas.
- Amanat
- Ak Zhol
- Partido Popular de Kazajistán
- Partido Patriótico Democrático Popular "Auyl"
- Partido Socialdemocráta Nacional
- Partido Verde de Kazajistán "Batyaq"
- Respublica